# فرودگاه بالیکسیر
فرودگاه بالیکسیر (به انگلیسی: Balıkesir Airport) یک فرودگاه نظامی و همگانی با کد یاتا BZI است که یک باند فرود آسفالت دارد و طول باند آن ۲۹۹۰ متر است. این فرودگاه در شهر بالیکسیر کشور ترکیه قرار دارد و در ارتفاع ۱۰۴ متری از سطح دریا واقع شده‌است.